# Dryptini
Los driptinos (Dryptini) son una tribu de coleópteros adéfagos  perteneciente a la familia Carabidae. 

## Géneros
Tiene los siguientes géneros:
- Drypta[1]